# Cuor di vent'anni
Cuor di vent'anni (Oh, Boy!) è un film muto del 1919 sceneggiato, prodotto e diretto da Albert Capellani che si basa sulla commedia musicale Oh, Boy!, libretto di P. G. Wodehouse e Guy Bolton, musica di Jerome Kern, andato in scena con grande successo a Broadway il 20 febbraio 1917.

Il film aveva come interpreti June Caprice, Creighton Hale (che ricopriva lo stesso ruolo anche a teatro), Zena Keefe, Flora Finch. Tra gli altri, appare anche lo stesso regista e Maurice 'Lefty' Flynn, noto ex giocatore della squadra di football di Yale, qui al suo esordio sullo schermo.

## Trama

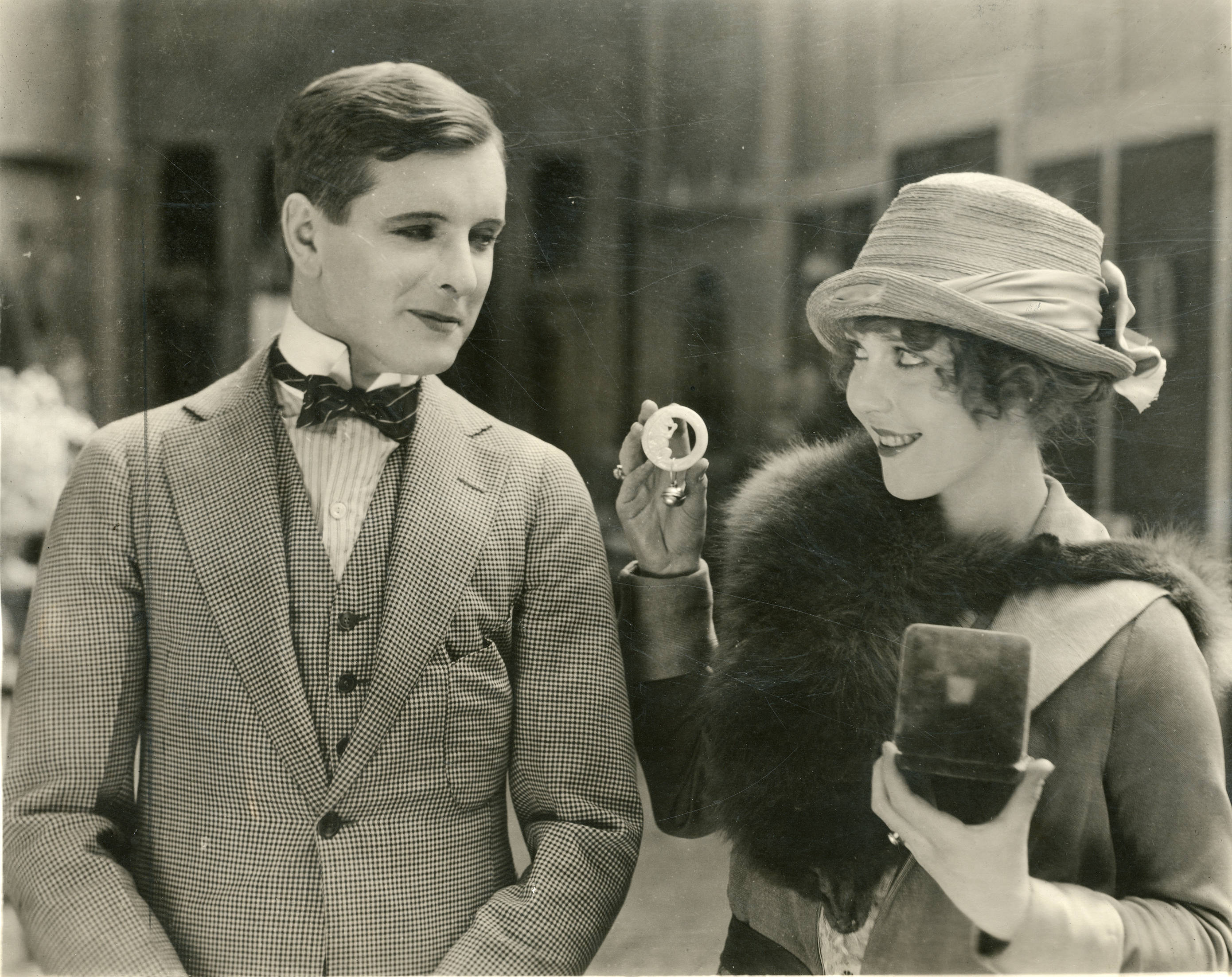
Creighton Hale e June Caprice

Si alza il sipario su una commedia musicale davanti al pubblico in attesa: due studenti, George Budd e Lou Ellen Carter, vogliono sposarsi ma il padre di lei, il giudice Daniel Carter, non vuole quelle nozze perché il ragazzo, occasionalmente, ha ammesso di bere. Il giudice, come leader dei proibizionisti cittadini, non dà il proprio consenso, ma i due si sposano lo stesso anche se mantengono segreto il matrimonio per non perdere l'eredità della zia di George che non vuole che lui si sposi. Intanto il giudice, mentre fa le sue ricerche sull'alcolismo degli studenti, incappa in Jackie Sampson, un'attrice che gli fa perdere la testa. La donna lo induce a bere e poi gli ruba il discorso che aveva preparato a favore del proibizionismo. Jackie, inseguita dall'agente Simmons, si nasconde nel bungalow di George. La mattina seguente, Lou e suo padre trovano lì Jackie e ambedue giungono alla conclusione che la donna abbia trascorso la notte con George. Lui cerca di difendersi, ma senza successo. Durante un'importante partita di football, Jackie riesce a convincere Lou dell'innocenza del marito; la zia di George, intanto, dopo essersi ubriacata bevendo del tè "corretto", dà il suo consenso al matrimonio come poi fa anche il giudice, entrambi ricattati dai due giovani che minacciano di rivelare a tutti le bevute dei due "morigerati" e castigati parenti.

## Produzione
Il film fu prodotto dalla Albert Capellani Productions.

## Distribuzione
Il copyright del film, richiesto dalla Pathé Exchange, inc., fu registrato il 19 giugno 1919 con il numero LU13850.

Distribuito dalla Pathé Exchange, il film uscì nelle sale statunitensi il 22 giugno 1919. La Pathé Consortium Cinéma lo distribuì in Francia il 30 settembre 1921 con il titolo Coeurs de vingt ans.
In Italia, il film ottenne il visto di censura numero 15744 nel gennaio 1921.
Copia completa della pellicola si trova conservata negli archivi del Lobster Films di Parigi.